# Mittevättnorna
Mittevättnorna är en grupp sjöar i Kungälvs kommun i Bohuslän och ingår i Göta älvs huvudavrinningsområde. Sjöarna ligger i Svartedalen Natura 2000-område.
- Stora Mittevatten, 58°01′32″N 12°03′05″Ö / 58.0256°N 12.0513°Ö (1,4 ha)
- Lilla Mittevatten, 58°01′27″N 12°03′07″Ö / 58.0241°N 12.052°Ö (0,6 ha)
- Yttre Mittevatten, 58°01′23″N 12°02′57″Ö / 58.023°N 12.0492°Ö (2,28 ha)
- Sågdammen, Bohuslän, 58°01′29″N 12°03′18″Ö / 58.0246°N 12.055°Ö (10 ha)

## Historik
På 1740-talet utvecklade brukspatron Olof Wenngren ett järnmanufakturverk för tillverkning av spik och dylika järnprodukter i byn Torskog vid Göta älv.  För att få tillräckligt vatten för denna  verksamhet, genomfördes  ett omfattande arbete i  Svartedalen i syfte att leda så mycket vatten som möjligt mot Thorskog.
Den största projektet berörde Torrgårdsvatten, men även vattnet från Mittevättnorna avleddes mot Thorskog. Yttre Mittevatten  (den sydligaste av Mittovättnorna), som tidigare hade sitt utlopp söderut till Stora Äggdalssjön, dämdes upp i sydost och via rännor leddes vattnet istället till Kroksjön och vidare till Stendammen ovanför Thorskog. Detta kan utläsas från en karta från 1750 där Yttre Mittenvatten går under namnet Stora Metewatnet: 
Sjöarnas rymd och belägenhet synes af Charta figuren, af hvilka mästa delen tilförene och städse affört sitt watn till Torskogs Bruk, en del, såsom  Torgårds Watnet,  som höst och wårtämmel förökes så wäl af the der intil belägne 2nd Swarfvareås Sjöarna, som the många höga berg rundt omkring, har nu i senare tider, medelst en förhålds  Dam af jord och sten lit: B. 136 alnar lång, 12 1/2 hög, 38 aln botn och 12 al bred ofvanpå wid sitt utlopp, Samt genom en uti oländig mark utarbetad Canal litt C. 1005 alnar lång, med et ansenligt arbete blifvit left till Hälgesjön, hwilken nu för tiden förer sitt watten genom the upgrafne diken till Stendammen litt D. af 140 alnars längd, 7 bredo och 7 högd, med lutning åt bergen efter belägenhet; jämwäl Stora Metewatnet, som medelst en förhålds dam litt E. 125 alnar lång, genom en i berg och klippor utarbetad ränna Litt F. 190 aln lång ledes uti Lilla Mete- och Holmewatnet till Kroksjö dam litt G. 60 alnar lång, 15 bred i botn, 6 hög och 6 bred ofvanpå, och sedermera  genom Kroksjö å till Stendammen litt D.
Fördämningen (E på kartan) till Yttre Mittenvatten var sålunda 125 alnar lång, lika med 74 meter. Numera är fördämningen helt övertorvad och skadad varför sjön avvattnas på nytt söderut mot Stora Äggdalsjön. Notera att såväl Kroksjön som Stendammen var uppdämda, där Kroksjöns fördämning (G på kartan) var belägen ca 150 meter väster om den nuvarande vägen (58°01′58″N 12°05′13″Ö / 58.03291°N 12.08703°Ö)